# Roger Petit
Pour les articles homonymes, voir Roger Petit (homonymie) et Petit.
Roger Petit, né à Liège le 2 janvier 1912 et mort le 22 avril 1998, est une personnalité importante du football belge, joueur, puis dirigeant sportif, il fut, pendant 39 ans, secrétaire général du Standard de Liège.

## Biographie
Roger Petit, dit « Monsieur Standard », joue dans l'équipe première du Standard de Liège avec son frère Jean dès 1931. Évoluant comme attaquant d'abord, comme défenseur ensuite, il est promu capitaine de l'équipe des Rouches à partir de 1939. Il conserve cette fonction pendant quatre ans, mettant un terme à sa carrière de haut niveau en 1943. Contaminé par le virus du football, il devient secrétaire général du Standard entre 1945 et 1984. Durant cette période le club remporte huit titres de Champion de Belgique, quatre Coupes de Belgique, deux Supercoupes de Belgique et une Coupe de la Ligue Pro. Sur le plan européen, le Standard est finaliste de la Coupe d'Europe des vainqueurs de coupe en 1982.
En 1973, Il promeut une nouvelle compétition qui pour différentes raisons peut être considérée comme mort-née : la Coupe de la ligue professionnelle alors appelée Coupe des Onze. L'année suivante, en 1974, il cofonde avec ses deux grands rivaux, à savoir Constant Vanden Stock et Fernand De Clerck, la Ligue professionnelle de Football et en devient le premier président de 1974 à 1981.
En 1984, il est impliqué dans l'affaire de corruption Standard de Liège - Waterschei de la saison 1981-82 et doit démissionner.
Son frère Jean (1914-1944) a aussi été joueur de football et international belge à quatre reprises. Devenu médecin, il perd la vie pendant un bombardement alors qu'il visite ses patients .
Il est inhumé au Cimetière de Robermont à Liège.

## Palmarès
- Vice-Champion de Belgique en 1936 avec le Standard de Liège